# Gan De
Gan De (chinois : 甘德 ; Wade : Kan Te, IVe siècle av. J.-C.) était un astronome/astrologue chinois né dans l'État de Qi, également connu sous le nom de Seigneur Gan (Gan Gong).  On pense que Shi Shen et lui furent les premiers historiquement attestés à compiler un catalogue des étoiles, précédés par les auteurs anonymes des catalogues des étoiles babyloniens, et contemporains d'Aristylle de Samos et Timocharis d'Alexandrie, qui sont les premiers connus dans la tradition occidentale à avoir fait le même travail.

## Observations
Gan De fait une des premières observations détaillées de Jupiter dans l'histoire connue. Il décrit la planète comme « très grande et brillante. » Dans l'une de ses observations de la planète, il rapporte une « petite étoile rougeâtre » à côté de Jupiter. L'historien Xi Zezong affirme qu'il s'agissait d'une observation à l’œil nu de la lune Ganymède à l'été -365, bien avant la découverte connue de Galilée en 1610 (les quatre lunes les plus brillantes sont théoriquement observables sans instrument, mais en pratique la plupart du temps elles sont masquées par l'éclat de Jupiter). En occultant Jupiter lui-même derrière, par exemple, une branche d'arbre perpendiculaire au plan orbital des satellites, une ou plusieurs lunes de Galilée peuvent être, théoriquement, observées dans des conditions favorables. Toutefois, Gan De rapporte que la couleur de l'astre est rougeâtre, ce qui est déroutant puisque les lunes sont trop pâles pour que leur couleur puisse être perçue à l’œil nu. Shi et Gan ont clairement fait des observations précises des cinq planètes principales,.

### Comparaisons planétaires périodiques
| Planète | Période           | Prédictions par Gan et Shi | Calcul actuel    |
| ------- | ----------------- | -------------------------- | ---------------- |
| Jupiter | période sidérale  | 12 ans                     | 11.862615 années |
| Vénus   | période synodique | 587.25 jours               | 583.92 jours     |
| Mercure | période synodique | 136 jours                  | 115.88 jours     |

### Comparaisons célestes
Shi Shen et Gan De divisaient la sphère céleste en 3651⁄4°, comme une année tropicale a 3651⁄4 jours. À cette époque, les plus anciens astronomes adoptaient la division babylonienne où la sphère céleste était divisée en 360°.

## Ouvrages
Comme ses premières tentatives de documenter le ciel durant la période des Royaumes combattants, les travaux de Gan De possèdent une forte valeur scientifique. Il a écrit deux livres, le Traité sur Jupiter et le Traité d'astrologie astronomique en 8 volumes, qui ont tous les deux été perdus. Gan De a également écrit Observation astronomique des étoiles (天文星占, Tianwen xingzhan).
On retrouve certaines citations dans le Shiji (volume 27) et le Hanshu (volume 26), mais il a été principalement préservé dans le Traité d'astrologie de l'ère Kaiyuan.
En 1973, un catalogue similaire est découvert à Mawangdui. Il est compilé sous le nom de Divination des cinq planètes. Il enregistre les mouvements de Jupiter, Saturne, Vénus et d'autres planètes dans leurs orbites entre l'an -246 et l'an -177.
- (en) Du Shiran et al., Biographies of Ancient Chinese Scientists Series One : Gan De, Beijing, Kexue Chubanshe, 1992 (ISBN 7-03-002926-7, lire en ligne), p. 25–27.
- (en) Ma Linghong, Discoveries and Studies on the Bamboo and Silk Texts, Shanghai, Shanghai Shudian Chubanshe, 2002 (ISBN 7-80622-944-2), p. 56–58
- (en) Gu Jianqing et al., Great Lexicon on Chinese Arts of Necromancy, Guangzhou, Zhongshan University Press, 1991 (ISBN 7-306-00313-5), p. 648
- X. Zezong, The Discovery of Jupiter's Satellite Made by Gan De 2000 years Before Galileo, Chinese Physics 2 (3) (1982): 664-667.
- Sky and Telescope, février 1981.